# Saint-Hilaire-les-Monges

Saint-Hilaire-les-Monges este o comună în departamentul Puy-de-Dôme, Franța. În 1 ianuarie 2022 avea o populație de 84 de locuitori.